# Plator indicus
Espèce
Synonymes
- Plator ixodinus Pocock, 1899

Plator indicus est une espèce d'araignées aranéomorphes de la famille des Trochanteriidae.

## Distribution
Cette espèce est endémique d'Inde.

## Description
Le mâle holotype mesure 5 mm.

## Étymologie
Son nom d'espèce lui a été donné en référence au lieu de sa découverte, l'Inde.

## Publication originale
- Simon, 1897 : Matériaux pour servir à la faune arachnologique de l'Asie méridionale. V. Arachnides recueillis à Dehra-Dun (N. W. Prov.) et dans le Dekkan par M. A. Smythies. Mémoires de la Société zoologique de France, vol. 10, p. 252-262 (texte intégral).